# Kloster Wettenhausen
Das Dominikanerinnenkloster Wettenhausen war bis 1802 ein Reichsstift der Augustiner-Chorherren (Patrone: St. Maria und St. Georg) im Range einer Propstei; heute gehört es dem Orden der Dominikanerinnen. Das Kloster liegt in Wettenhausen in der mittelschwäbischen Gemeinde Kammeltal in Bayern. Kirchlich gehört es zur Diözese Augsburg.

## Geschichte

### Gründung

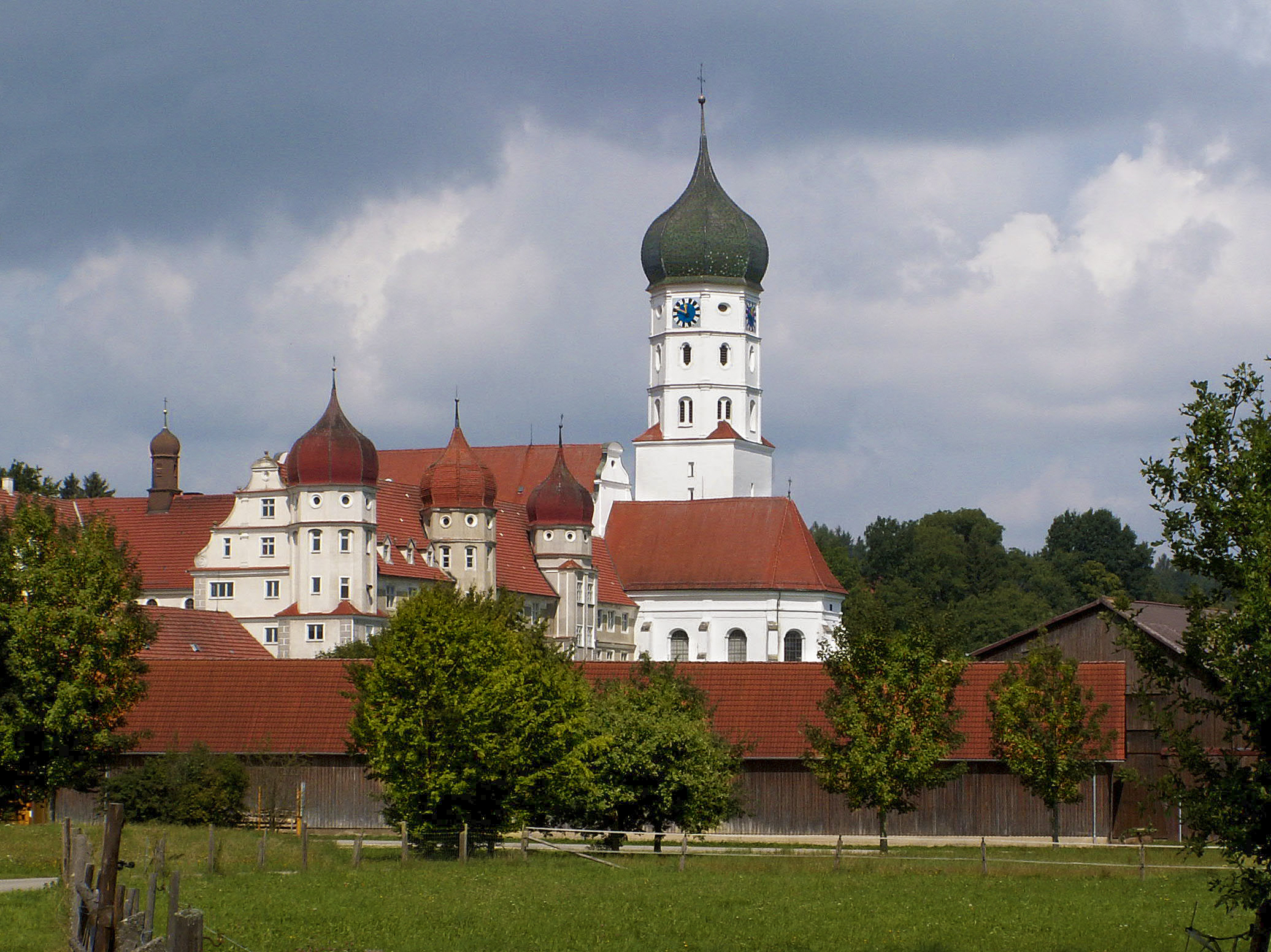
Kloster Wettenhausen

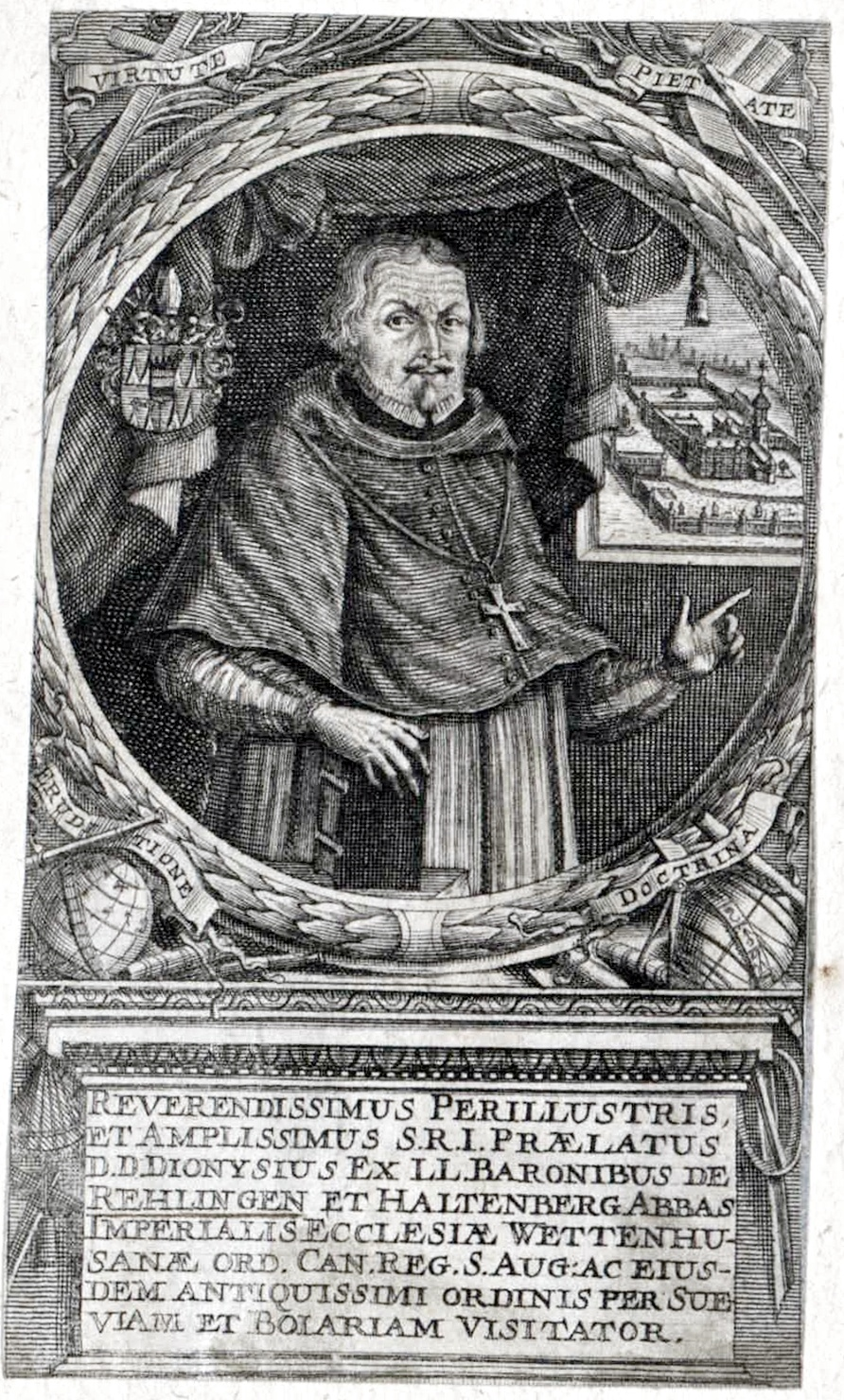
Dionysius von Rehlingen (1610–1692), einer der bedeutendsten Pröpste von Wettenhausen

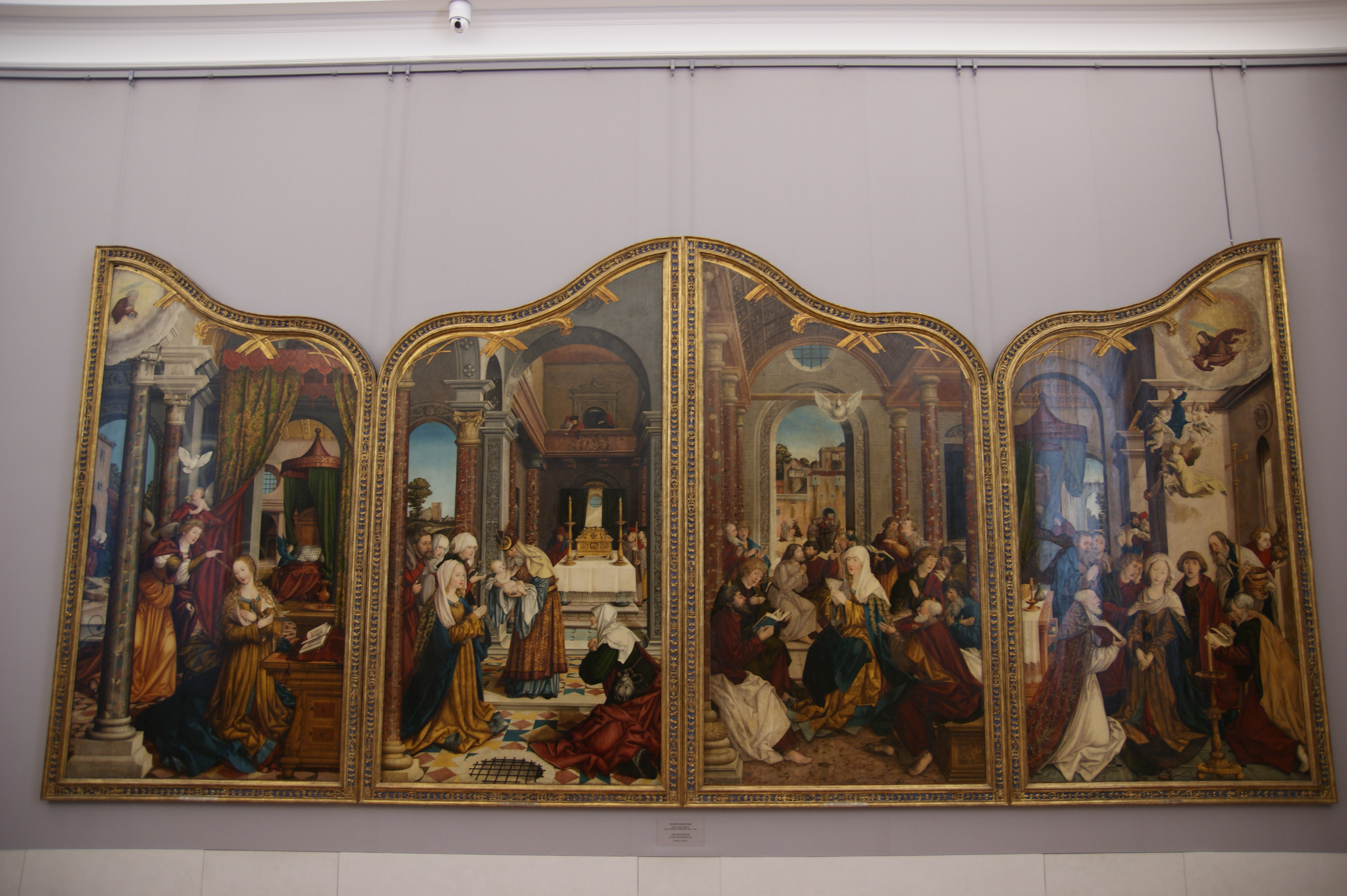
Wettenhausener Altar (Alte Pinakothek, München)

Erstmals urkundlich erwähnt wird die Propstei Wettenhausen 1130 in dem von Bischof Hermann von Vohburg ausgestellten Stifterbrief für Wettenhausen. Die Stifter waren die Herrin Gertrud von Roggenstein und ihre beiden Söhne Wernher und Konrad. Der Stifterbrief besagt aber nicht mit genauer Bestimmtheit eine neue Klostergründung, sondern nur die Schenkung von Wettenhausen an das Kloster. Errichtet wurde das Augustiner-Chorherrenstift in Wettenhausen im Zeitraum um 1124/1133 unter Einflussnahme des Geroh von Reichersberg, möglicherweise für reformeifrige Domherren des Augsburger Domkapitels.
Laut hauseigener Chronik wurde das Kloster bereits 982 von der Gräfin Gertrud von Roggenstein und ihren beiden Söhnen Wernher und Konrad gegründet. Die Gräfin wollte für das Seelenheil ihrer Familie ein Kloster gründen. Sie sagte zu ihren Söhnen, sie wolle so viel Land für das Kloster erhalten, wie sie an einem Tag umpflügen könne. Sie hängte sich einen Schmuckpflug um den Hals und umritt auf einem Pferd ein großes Territorium.
Man kann die unterschiedlichen Gründungsdaten vielleicht damit erklären, dass der Gründung von 1130 eine ältere Gründung vorausgegangen ist. Das Augsburger Domkapitel hatte in der Umgebung von Wettenhausen, besonders in Ettenbeuren, große Besitzungen. Daher wird in Ettenbeuren das erste Kloster vermutet, das vielleicht 982 gegründet wurde. Es wird angenommen, dass die Stifterfamilie von Roggenstein, ihre an der Kammel gelegene Wasserburg im Jahr 1130 in geistliche Hände gab und das Kloster deswegen nach Wettenhausen verlegt wurde. Die genauen Informationen zur Gründung vor 1130 könnten in den Wirren des Investiturstreits verloren gegangen sein und sind daher heute nicht mehr nachweisbar.

### Weitere Entwicklung
Die Propstei der Augustiner-Chorherren in Wettenhausen entwickelte sich günstig, das Stift wurde reich an Gütern und Besitz. Nachdem das Geschlecht Burgau, die Grafen von Berg und das Haus Habsburg als Herr von Burgau Vögte der Propstei Wettenhausen gewesen waren, erkaufte sich das Stift im Jahr 1412 die freie Wahl seines Vogtes. Im 15. Jahrhundert und wieder ab dem Ende des 16. Jahrhunderts herrschte zudem eine hervorragende Ordensdisziplin, die auch auf andere Klöster ausstrahlte. Nach 1412 waren die Freiherren von Knöringen bis 1469 Vögte des Stiftes, gefolgt von Ulm (ab 1471) und ab 1532 der Bischof von Augsburg. Im Jahr 1566 erreichte Wettenhausen schließlich beim Kaiser die Reichsunmittelbarkeit, wodurch es zum Reichsstift mit Sitz auf der Schwäbischen Prälatenbank des Reichstages sowie im Schwäbischen Reichskreis aufstieg. Der Propst avancierte zum Reichsprälaten. Das Stiftsgebiet, d. h. die zum Kloster unmittelbar gehörigen Ländereien und Orte, wurde damit zu einem von anderen Herren mit Ausnahme des Kaisers rechtlich unabhängigen Landesterritorium. 1602 erlangten die Wettenhausener Pröpste für sich und ihre Nachfolger vom Papst das Recht zum Gebrauch der Pontifikalien. 
Der Dreißigjährige Krieg brachte mehrfache Verwüstungen mit sich. Nach Kriegsende und mit dem anschließenden barocken Neubau des Stiftes (1670–1683) folgte unter Propst Dionys von Rehlingen (1652–1692) eine kulturelle, wirtschaftliche und geistliche Blütezeit. Im Jahr 1694 schuf der Stukkateur Johann Georg Brix die prächtige Akanthusdecke im Kaisersaal Wettenhausen. Der Neubau des Klosters und der Stiftskirche in der zweiten Hälfte des 17. Jahrhunderts unter der Leitung des Barockbaumeisters Michael Thumb, mit Stukkaturen des Wessobrunners M. Gigl gelten als hervorragende Leistung des schwäbischen Barock.

### Säkularisation
Im Zuge der Säkularisation wurde das Reichstift 1803 mit 25 Augustiner-Chorherren und 5400 Untertanen aufgehoben. Die Bibliothek mit circa 9000 Bänden ging an die Bayerische Staatsbibliothek und an die Universitätsbibliothek Dillingen in Dillingen an der Donau, das Stift wurde zunächst Sitz des königlich bayerischen Rentamtes. 1864 erhielten die Dominikanerinnen von St. Ursula in Augsburg die Gebäude, diese wiederbegründeten ein Kloster und richteten eine Schule ein.
Die zum Konvent Wettenhausen gehörige, ehemalige Stiftskirche Mariä Himmelfahrt ist heute Pfarrkirche der Gemeinde Kammeltal. Sie ist im 12. Jahrhundert entstanden und wurde im 17. Jahrhundert im barocken Stil unter der Bauleitung von Michael Thumb umgebaut.

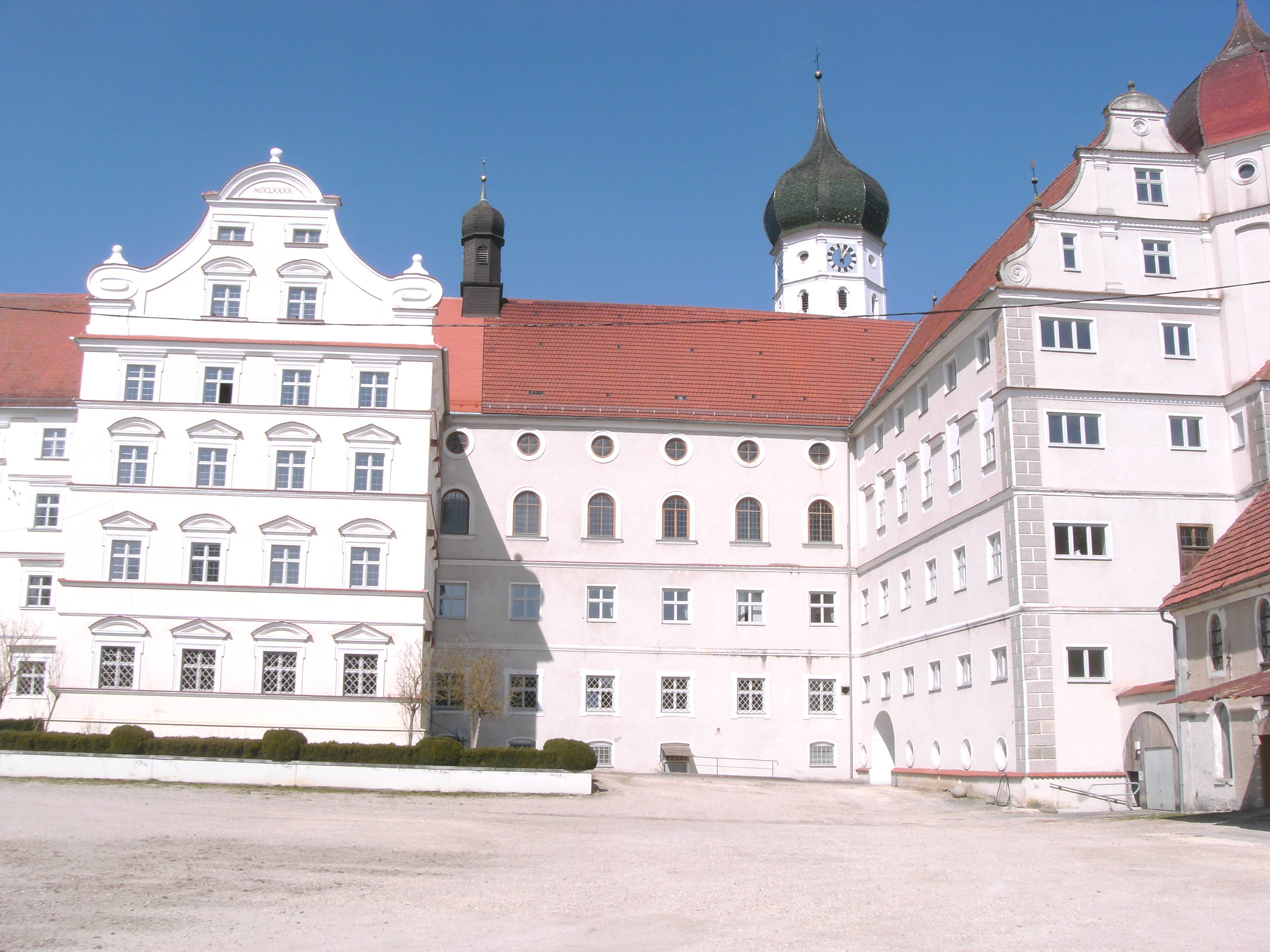
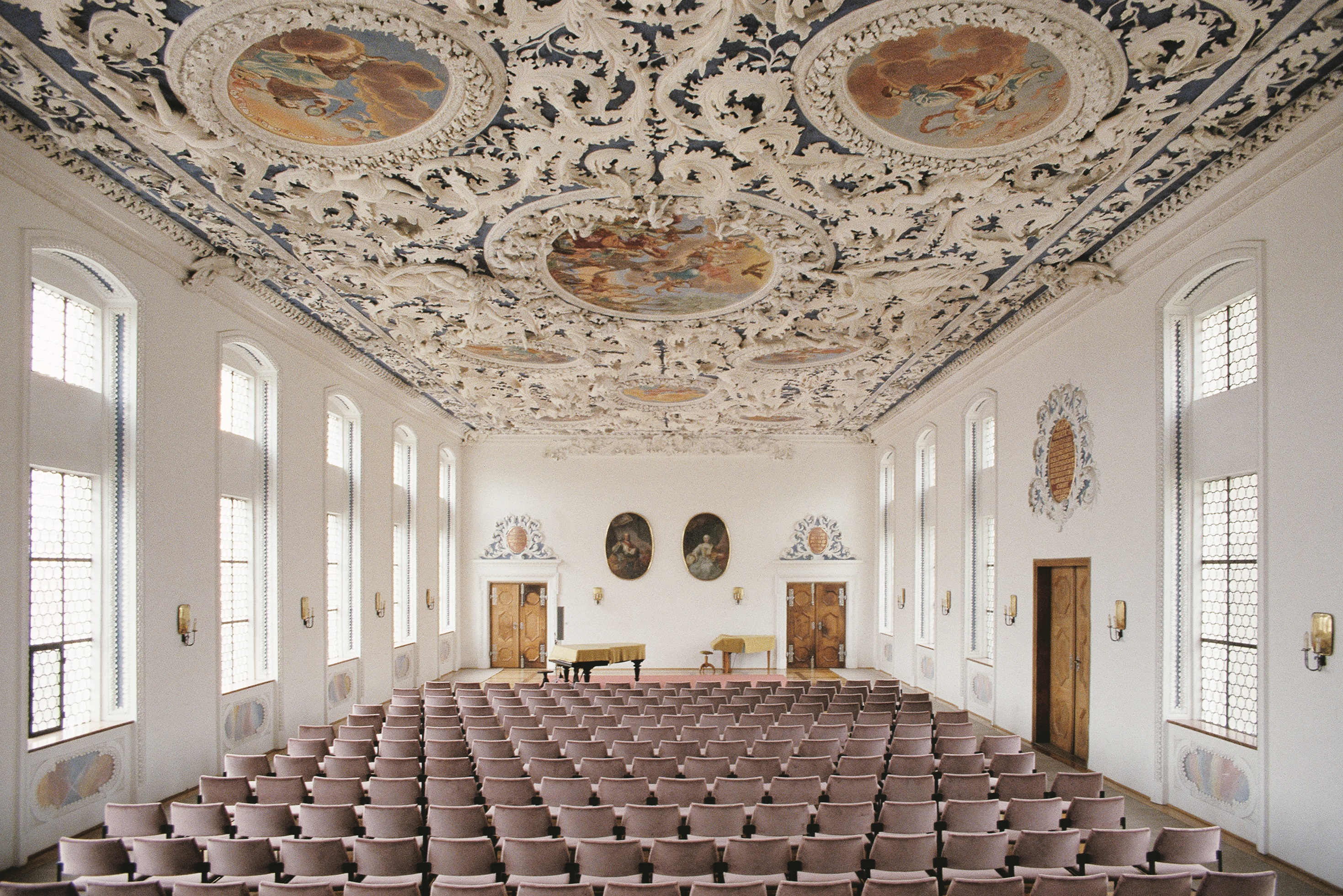
Kaisersaal
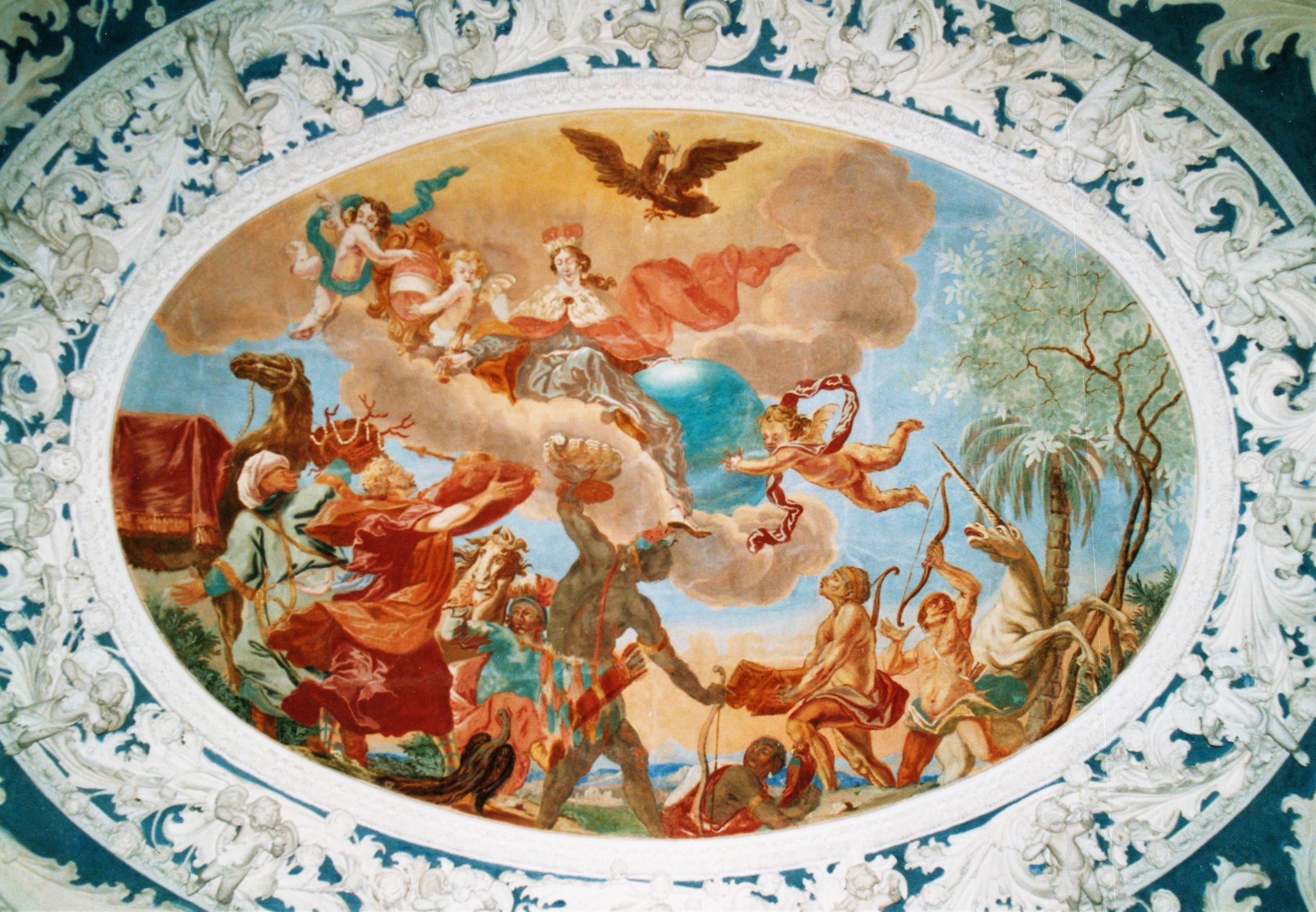
Glorie des Hauses Habsburg im Kaisersaal